# Port natural

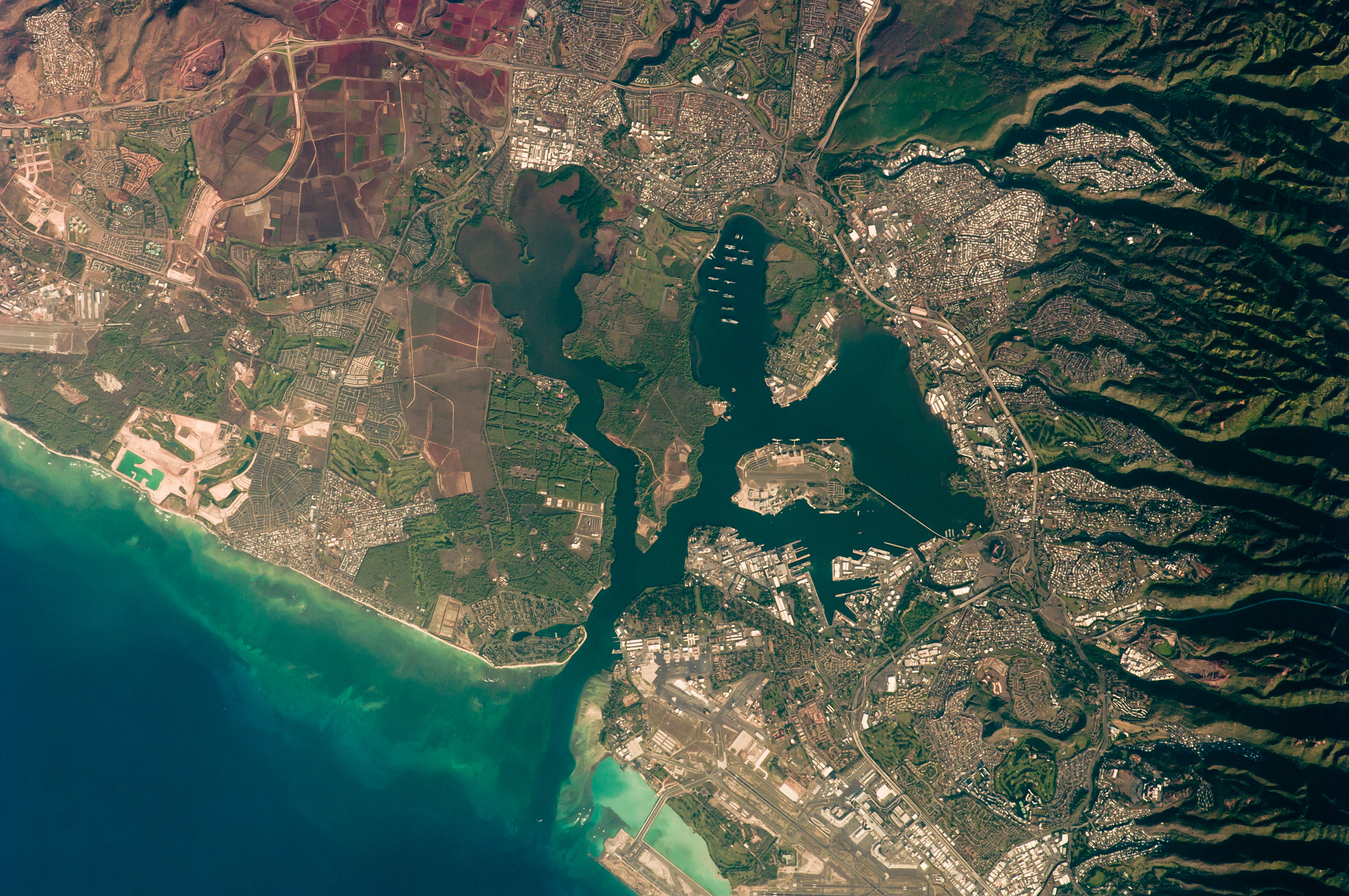
Imatge satelital de Pearl Harbor, una badia d'Oahu a Hawaii que constitueix un port natural parcialment artificialitzat.

Un port natural és una entrada en una costa, com una cala, badia, estuari, fiord, etc. que permet que els vaixells atraquin i s'hi refugiin. El calat i les dimensions del port natural que permetin les maniobres (atracament, marxa enrere, etc.) determinaran la mida de les embarcacions que podran utilitzar-lo.
Un port natural pot ser parcialment o totalment artificialitzat posteriorment ; s'oposa als ports construïts ex nihilo, ja sigui creant molls mitjançant dragatge i excavació del litoral o construint dics i espigons com protecció de la costa.

## Característiques

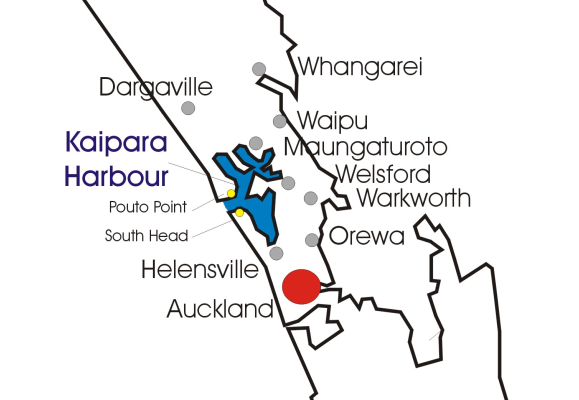
El port de Kaipara forma un bon port natural amb els seus braços àmpliament ramificats.

Es parla de port natural en particular quan també hi ha la necessitat d'una funció portuària en un lloc adequat. Per les seves característiques de zona d'aigua tancada, les badies ofereixen protecció per a l'ancoratge i atracament dels vaixells davant d'un possible fort onatge, però les condicions de cabal de l'aigua i especialment la profunditat de l'aigua a baixamar han de complir els requisits per al seu ús marítim.
Especialment a causa de la presència d'una dàrsena portuària natural, el terme s'ha acceptat a tot el món per a les instal·lacions portuàries. No obstant això, molts noms de llocs amb el sobrenom de port natural fan referència a la ubicació originalment favorable a causa de la protecció contra el clima i les condicions de l'aigua. Förden i les badies de vegades també es denominen "ports naturals d'aigües profundes", com Kiel Förde o Eckernförde Bay, que, no obstant això, solen ser més petits i més estrets que molts dels ports naturals més grans esmentats com a exemples. El terme de port natural no fa cap declaració sobre les mesures estructurals necessàries, els sistemes tècnics i els canvis en la naturalesa existent per a la usabilitat real com a port.

## Història

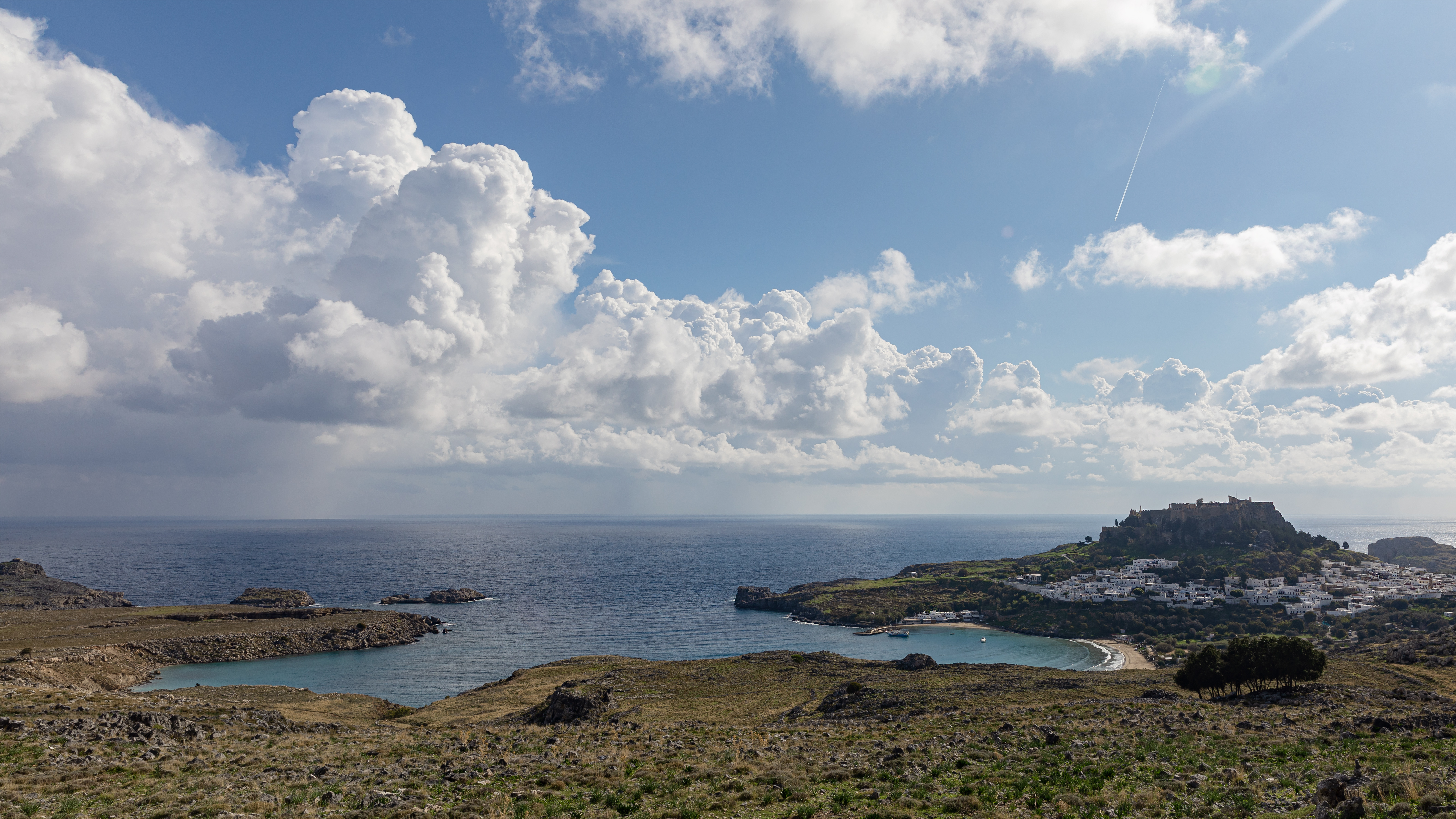
El port natural de Lindos, ja utilitzat en l'antiguitat

Abans de la creació d'instal·lacions portuàries construïdes, s'usaven les "platges", on els vaixells simplement encallaven a la sorra, servien com a llocs de desembarcament per al trànsit marítim, com en el cas d'Haithabu. Els llocs adequats sovint es van ampliar més tard en el curs del seu ús i es van convertir en centres d'assentament i comerç. Homer descriu estructures portuàries naturals adequades a l'Odissea i Tucídides va emfatitzar la seva importància en la fundació del Pireu per part de Temístocles.

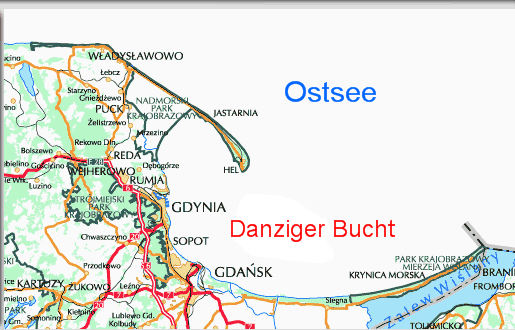
Un vívid exemple d'un port natural és la badia de Gdańsk

Fins i tot després de l'antiguitat, la presència de ports naturals sovint va tenir un paper decisiu en la fundació d'assentaments fins a l'era de la industrialització. Per exemple, el 1530 Carles V va lliurar l'illa de Malta (incloses Gozo i Comino) com a feu a l'Ordre de Sant Joan, que havia estat expulsada de la illa de Rodas el 1523. La raó d'escollir aquest grup d'illes va ser, a més de la ubicació estratègica, la presència de dos grans ports naturals a la costa est de l'illa de Malta. En uns pocs anys, les ciutats de Senglea i Valletta van sorgir directament al Gran Port.
Fins i tot durant el període colonial britànic, els ports naturals van ser sovint criteris decisius per establir assentaments i bases. Des d'un punt de vista militar, els ports naturals oferien l'única possibilitat per a l'estacionament temporal o permanent de flotes més grans, que podien estar compostes per centenars de vaixells, fins al segle xx. Els exemples inclouen l'ús de la badia de Marsaxlokk i el port de Marsamxett per part de la flota otomana durant el Setge de Malta, l'estacionament de la flota domèstica britànica a Scapa Flow durant la Primera Guerra Mundial i la Segona Guerra Mundia l, i la flota nord-americana del Pacífic a Pearl Harbor des de 1898

## Alguns exemples de ports naturals
- Badia d'Avacha : gran port natural a prop de Petropavlovsk-Kamchatsky.[5]
- Badia de Gdansk : gran port natural al Mar Bàltic.[6]
- Port Jackson a prop Sydney : gran port natural australià.[7]
- Port de Kaipara : gran port natural de Nova Zelanda.[8]
- Lisboa Tejo: gran port natural a l'Atlàntic
- Port de Maó:[9] gran port natural al Mar Mediterrani (Menorca)
- Port de Nova York centrat en la badia superior de Nova York del riu Hudson (Atlàntic/Amèrica del Nord)
- Port de Poole:[10] gran port natural anglès al Canal de la Manxa
- Badia de San Francisco:[11] gran port natural al Pacífic
- Port de Freetown a Sierra Leone
- Badia de Manila a Filipines : amb gairebé 2000 km² una de les més grans del món
- Falmouth (cornualla).[12]